# 丈部呰人
丈部 呰人（はせつかべ の あざひと）は、日本の奈良時代の人物である。8世紀前半に陸奥国新田郡仲村郷他辺里長で、不明の軍団の二百長（校尉）を務めた。
1955年（昭和30年）に宮城県遠田郡田尻町（現在の大崎市）の木戸瓦窯跡で15の文字が刻まれた平瓦が見つかった。二行に分かれて「郡仲村郷他邊里長　二百長丈ム呰人」と読めた。破損した部分に郡の名があったはずだが、破片はいくら探しても見つからなかった。
和名抄には陸奥国では新田郡・磐井郡・宇多郡・栗原郡に仲村郷があると記されており、発見地は新田郡に近い。新田郡は神亀5年（728年）に玉作軍団に改称した丹取軍団の所在地に近い。
里長（里正）の丈部呰人は、官が用いる瓦の納入責任者として名を書き入れられたと推測される。二百長としての資格で、軍団兵士を使って製作したと考える説もある。郡－郷－里からなる郷里制は、奈良時代の約25年間だけ実施されたので、瓦の製作は霊亀元年（715年）から天平12年（740年）までの間と知れる。木戸瓦窯は陸奥国で創建された多賀城に瓦を供給したので、この発見は、多賀城創建の時期を示す証拠の一つになった。全国一律の制度が当時の陸奥国北辺にあたるこの地域まで及んでいたことの証拠としても意義深い。